# Landesregierung (Österreich)
Die Landesregierung ist ein Kollegialorgan, das die Vollziehung im jeweiligen Bundesland in der Republik Österreich ausübt.

## Grundlagen
Die Landesregierung wird vom Landtag gewählt und setzt sich aus dem Landeshauptmann, dessen Stellvertreter oder Stellvertretern und den Landesräten, zusammen. Die Zahl der Landesräte ist durch die jeweilige Landesverfassung festgelegt. In Wien ist der Stadtsenat zugleich die Landesregierung. In Vorarlberg trägt der Stellvertreter des Landeshauptmannes den Titel Landesstatthalter. Die Bezeichnung Minister für Exekutivorgane mit Kabinettsrang gibt es hingegen nur auf Bundesebene.
Unvereinbar mit dem Amt als Mitglied der Landesregierung sind vor allem das Amt des Bundespräsidenten, des Präsidenten oder Vizepräsidenten des Rechnungshofs, Präsident, Vizepräsident oder Mitglied des Obersten Gerichtshofs, des Verfassungsgerichtshofs und des Verwaltungsgerichtshofs.

## Regierungsform
Die Regierungsform einer Landesregierung kann entweder als Proporzregierung (alle im Landtag vertretenen Parteien stellen nach ihrer Mandatsstärke Landesräte, faktisch werden jedoch nur die größeren Parteien berücksichtigt) oder als Mehrheits- bzw. Minderheitsregierung gebildet werden. Dies wird durch die jeweilige Landesverfassung bestimmt. Die Regierungsbildung mittels Proporz existiert heute nur noch in den Bundesländern Niederösterreich, Oberösterreich und Wien. Vorarlberg schaffte dieses System bereits 1923 ab. 1999 folgten Tirol und Salzburg. Im Burgenland wurde das Proporzsystem 2014, in der Steiermark 2015 und in Kärnten im Jahr 2017 abgeschafft.
Formal gilt das Proporzprinzip auch in Wien, dort allerdings herrscht die Praxis, dass Landesräte (offiziell als Stadträte bezeichnet), die nicht der Regierungsmehrheit im Landtag angehören, kein Portefeuille erhalten und somit zu so genannten „nicht-amtsführenden Stadträten“ werden. Die Abschaffung des Proporzsystems für Wien wäre anders als in den anderen Bundesländern auch nicht ausschließlich landesgesetzlich möglich, da Wien zugleich Stadt und Land ist und die Wiener Landesregierung daher zugleich den hier als Stadtsenat betitelten Gemeindevorstand bildet. Die Bundesverfassung sieht in Art. 117 Abs. 5 B-VG vor, dass im Gemeinderat vertretene Wahlparteien nach ihrer Stärke Anspruch auf Vertretung im Gemeindevorstand haben. Das Proporzsystem ist auf Gemeindeebene also verfassungsrechtlich zwingend und daher im speziellen Fall Wiens auch für die Landesebene nicht ohne Änderung der Bundesverfassung abschaffbar.
Die Zusammenarbeit in einer Proporzregierung ist auch sonst kein sicheres Indiz für eine geschlossene gemeinsame Parlamentsarbeit, wie sie bei einer Koalitionsregierung üblich ist. So wurde im Jahre 2000 der burgenländische Landeshauptmann Hans Niessl (SPÖ) mit Hilfe der Stimmen der grünen Mandatare, die jedoch selbst keinen Landesrat stellten, in sein Amt gewählt. In den 1990er Jahren war die FPÖ im burgenländischen Landtag ausreichend stark vertreten, um einen Landesrat in die Landesregierung entsenden zu können. Jedoch beschnitten SPÖ und ÖVP, die damals im Landtag zusammenarbeiteten, den Zuständigkeitsbereich dieses Regierungsmitgliedes, der dann im nicht allzu bergigen Burgenland als „Seilbahn-Landesrat“ in die Geschichte einging.
Die Anzahl der Regierungsmitglieder ist in den einzelnen Bundesländern unterschiedlich:
- Wien: 13 Mitglieder
- Niederösterreich: 9 Mitglieder
- Oberösterreich: 9 Mitglieder
- Steiermark: 8 Mitglieder
- Tirol: 8 Mitglieder
- Kärnten: 7 Mitglieder
- Salzburg: 7 Mitglieder
- Vorarlberg: 7 Mitglieder
- Burgenland: 5 Mitglieder

## Amt der Landesregierung
Das Amt der Landesregierung ist administrativer Hilfsapparat der Landesregierung und als solches an sich keine Behörde. Es wird von einem Landesamtsdirektor geführt, der laut Art. 106 des Bundes-Verfassungsgesetzes (B-VG) ein rechtskundiger Bediensteter des Amtes der Landesregierung sein muss und zumindest mit der Leitung des inneren Dienstes zu betrauen ist.

## Amtierende Landesregierung
Stand der Liste: 07/2025

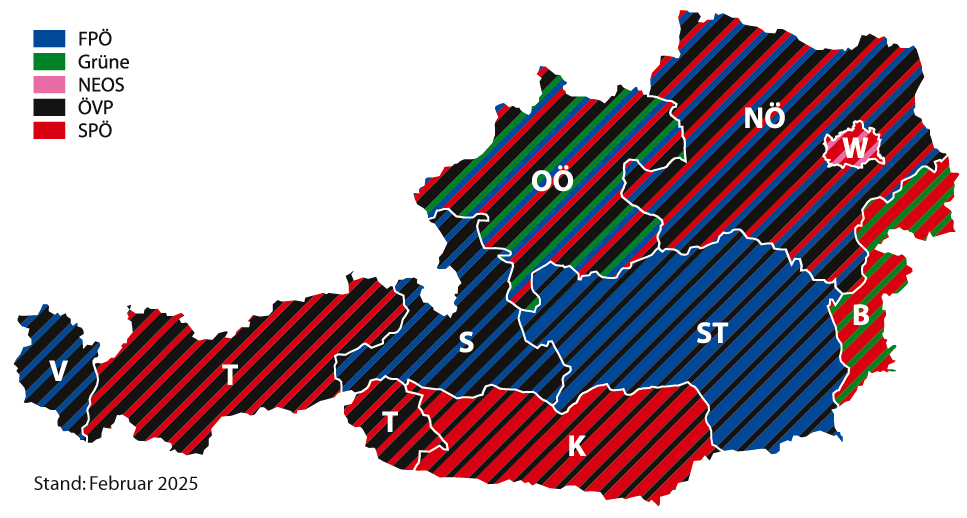
Regierende Parteien im Landtag

- Burgenland: Landesregierung Doskozil III
- Kärnten: Landesregierung Kaiser III
- Niederösterreich: Landesregierung Mikl-Leitner III
- Oberösterreich: Landesregierung Stelzer II
- Salzburg: Landesregierung Edtstadler
- Steiermark: Landesregierung Kunasek
- Tirol: Landesregierung Mattle
- Vorarlberg: Landesregierung Wallner IV
- Wien: Landesregierung und Stadtsenat Ludwig III

Siehe auch: Amtierende Landeshauptleute und deren Stellvertreter